# 서핑 업 2: 웨이브 마니아
《서핑 업 2: 웨이브 마니아》(영어: Surf's Up 2: WaveMania)는 2017년 공개된 미국의 애니메이션 영화이다.